# Carrie Nation
Carrie Amelia Nation, född 25 november 1846 i Garrard County, Kentucky, död 9 juni 1911 i Leavenworth, Kansas, var en känd och radikal medlem i den amerikanska nykterhetsrörelsen, som motsatte sig alkohol före förbudstiden. Hon var särskilt känd för att hon brukade attackera salonger och barer med en yxa. Vidare var hon även en effektiv talare, som med sin retorik övertygade andra att sluta upp i kampen mot alkohol.